# Radijevići (Nova Varoš)
Radijevići (Servisch: Радијевићи) is een plaats in de Servische gemeente Nova Varoš. De plaats telt 169 inwoners (2002).